# 矢田廃寺
矢田廃寺（やたはいじ）は岐阜県美濃加茂市前平町に所在した白鳳時代から奈良時代にかけて存在したとみられる寺院跡である。
出土物から、白鳳時代に建立されたとみられる。全面的な発掘は行われておらず、寺院の規模は不明。出土した軒丸瓦の種類が1種類のみであることから、存在していた期間はさほど長くなかった可能性がある。地元の伝承によれば七堂伽藍を備えた寺院があったが、廃寺となった後に本尊が新長谷寺に移されたという。近隣に鴨県主との関係があるとみられる縣主神社があることから、鴨県主の氏寺であった可能性も指摘されている。
昭和33年（1958年）に加茂自動車学校建設の際に川原寺式の軒丸瓦（鐙瓦）、丸瓦（35cm×10、35cm×13cm）、平瓦（35cm×30cm）、鴟尾瓦ならびに奈良時代の須恵器が発見したことで見いだされた。地元の口碑によればかつては1メートル四方の礎石とみられるものがあったという。全国遺跡地図には新撰美濃志に記された蜂屋庄の安楽山東永寺跡として記されている。